# Alfio Tomaselli
Alfio Tomaselli (Catania, 1871 – Catania, 1954) è stato un medico, poeta e critico letterario italiano.
La sua famiglia era originaria di Pedara in provincia di Catania. Laureatosi in medicina a Napoli, si dedicò alla poesia, inizialmente con lo pseudonimo di Virgilio Lucifero, pubblicando diverse raccolte tra il 1895 e il 1925.
Fu amico intimo del poeta catanese Mario Rapisardi, di cui la sua poesia risente gli influssi. Qualche tempo dopo la morte del Rapisardi nel 1912, ne sposò la convivente Amelia Poniatowski Sabèrnich, ed entrò così in possesso del vasto archivio dell'amico. Passò quindi gli anni successivi a studiare le carte lasciate dal Rapisardi, dandone alle stampe l'epistolario e svariati altri testi.  Le spese sostenute per queste pubblicazioni lo ridussero però in miseria, e morì dimenticato.

## Opere
- Serraglio, Catania, Monaco & Mollica, 1895
- Inni sacri, Catania, Battiato, 1900
- Ebbrezze, Catania, Battiato, 1908
- Canti neri, Catania, Battiato, 1909
- Nuovo serraglio, Catania, Battiato, 1910
- Avanguardia, ditirambi, 1912
- Al levar del sole, idilli, Catania, Battiato, 1921

Sull'opera di Mario Rapisardi pubblicò i seguenti titoli:
- Mario Rapisardi, Nuove foglie sparse, poesie postume, Palermo, Pedone Lauriel, 1914
- Mario Rapisardi, Lettere a Calcedonio Reina, Palermo, Pedone Lauriel, 1914
- Mario Rapisardi, Pensieri e giudizi, Palermo, Pedone Lauriel, 1915
- Commentario rapisardiano, Catania, Etna, 1922
- Epistolario di M. Rapisardi, Catania, Giannotta, 1922
- Mario Rapisardi, Un santuario domestico, commedia, Catania, Giannotta, 1923
- Mario Rapisardi, Scherzi, versi siciliani, Catania, Etna, 1933
- Breviario Rapisardiano, Catania, Fratelli Viaggio-Campo, 1938